# Заречная (Долгоруковский район)
Заре́чная — деревня Веселовского сельского поселения Долгоруковского района Липецкой области.

## География
Находится в западной части Долгоруковского района, в 18 км к западу от райцентра Долгоруково.
Располагается на правом берегу реки Олым при впадении небольшого пересыхающего ручья.
Название по местоположению деревни за рекой Олым.
Асфальтированной дорогой Заречная связана с деревнями Весёлая и Николаевка.

## История
В 1960 г. указом Президиума Верховного Совета РСФСР деревня Раскидаловка переименована в Заречную.

## Население
| 1997 | 2010 |
| ---- | ---- |
| 30   | ↘20  |